# ТЕС Доха
29°22′2″ пн. ш. 47°47′27″ сх. д. / 29.36722° пн. ш. 47.79083° сх. д.
ТЕС Доха – теплова електростанція на узбережжі затоки Кувейт, за кілька кілометрів від західної околиці столичного міста Ель-Кувейт.
ТЕС Доха стала третім потужним генеруючим майданчиком в історії кувейтської енергетики (після розташованої прямо в порту Ель-Кувейту ТЕС Шувайх та зведеної в районі нафтопереробних комплексів ТЕС Шуайба). В 1977 – 1979 роках тут ввели в експлуатацію першу чергу (відома як Доха-Схід) з сімома паровими турбінами потужністю по 150 МВт. Невдовзі, у 1981-му, їх доповнили шістьома встановленими на роботу у відкритому циклі газовими турбінами потужністю по 18 МВт.
А в 1983 – 1984 роках поряд постала друга черга (Доха-Захід) у складі восьми потужних парових турбін з показником по 300 МВт. Можливо відзначити, що вона стала першою у серії із трьох таких черг, введених на різних електростанція – в кінці того ж десятиліття такий комплекс запрацював на ТЕС Аз-Зур-Південь, а в кінці 1990-х – на ТЕС Сабія (в останньому випадку будівництво затрималось на кілька років через іракське вторгнення).
У 2008-му Доха-Захід доповнили п’ятьма встановленими на роботу у відкритому циклі газовими турбінами потужністю по 28,2 МВт.
В 2016-му на Доха-Схід через поганий технічний стан вивели з експлуатації дві газові турбіни, що зменшило потужність цієї частини майданчику до 1122 МВт.
Як паливо станція використовувала нафтопродукти, проте наразі вона також може споживати блакитне паливо. Для цього у 2013-му її підключили до газопроводу від кувейтського НПЗ Міна-Аль-Ахмаді (тут працює потужний газопереробний завод, а в порту Міна-аль-Ахмаді наявний плавучий термінал для імпорту зрідженого природного газу). 
Для охолодження на ТЕС Доха використовують морську воду.
Первісно майданчик сполучили з енергосистемою ЛЕП, розрахованою на напругу 132 кВ, проте для видачі продукції черги Доха-Захід її підключили до ЛЕП 275 кВ.

## Опріснення води
Обидві черги станції створювались як інтегровані проекти, в яких залишкове тепло спрямовується на виробництво прісної води. Так, разом з Доха-Схід ввели в експлуатацію сім ліній одиничною потужністю понад 27 млн літрів на добу (всього 191 млн літрів).
На другій черзі запустили чотири лінії тієї ж потужності та дванадцять ліній, здатних видавати майже 33 млн літрів прісної води на добу (всього біля 500 млн літрів).